# ادوین گروس
ادوین گروس (انگلیسی: Edwin Gross; ۱۹ سپتامبر ۱۹۱۶ – ۱۴ ژانویهٔ ۱۹۸۹) ژیمناست هنری اهل ایالات متحده آمریکا بود.
وی در مسابقات کشوری و بین‌المللی در مجموع برندهٔ ۱ مدال نقره شده‌است.